# Ołeksandriwka (hromada Łyman)
Ołeksandriwka (ukr. Олександрівка) – wieś na Ukrainie, w obwodzie donieckim, w rejonie kramatorskim. W 2001 liczyła 499 mieszkańców.